# Stella Goldschlag
Stella Ingrid Goldschlag, nombre de casada Stella Kübler-Isaaksohn, luego Ingrid Gärtner  (Berlín, 10 de julio de 1922; Friburgo de Brisgovia, 26 de octubre de 1994),  fue una judía alemana que vivió durante durante la Segunda Guerra Mundial y trabajó como informante de la Gestapo a partir de 1943. Como "Greíferin" (“capturadora”), localizó a judíos escondidos en Berlín y los entregó a sus perseguidores. 

## Biografía
Stella Goldschlag era hija del periodista, director y compositor Gerhard Goldschlag y su esposa Tony Goldschlag, concertista.  Después de que los nacionalsocialistas tomaran el poder, vivió al principio, como todos los judíos alemanes, en condiciones de vida difíciles y bajo acoso. Algunas de las composiciones de su padre fueron interpretadas en conciertos de la Asociación Cultural Judía. Desde 1935, Stella Goldschlag asistió a la escuela privada judía Dr. Goldschmidt en Berlín-Dahlem, donde fue percibida como una "belleza escolar".  Entre sus compañeros de clase se encontraba Peter Weidenreich (más tarde Peter Wyden), quien publicó un libro sobre ella en 1992 y la entrevistó para ello. La familia atravesó tiempos difíciles cuando la Ley para la Restauración de la Función Pública de 1933 se utilizó para purgar a los judíos de posiciones de influencia y su padre perdió su trabajo en la compañía de noticieros Gaumont. Sus padres intentaron salir de Alemania después de la Kristallnacht de 1938 para escapar del régimen nazi, pero no pudieron obtener visas para otros países. Después de graduarse de la escuela, Stella Goldschlag se formó como ilustradora de moda en una escuela de arte. 
El 28 de noviembre de 1941 se casó en Berlín-Charlottenburg  con el músico judío Manfred Kübler, con quien ya había tocado en una banda mientras estaba en la escuela.  Trabajó con él como trabajadora forzada en la fábrica de armas Ehrich & Graetz en Berlín-Treptow. Hacia 1942, después de que comenzaran las deportaciones a gran escala de judíos de Berlín a los campos de exterminio, se ocultó. Con su apariencia aria (cabello rubio y ojos azules), no era vista como judía y no necesitaba identificarse.
En la primavera de 1943 fue arrestada como parte de la acción de la fábrica.  Desde agosto de 1943 estuvo encarcelada con sus padres en el campo de concentración de la Große Hamburger Straße. Para proteger a sus padres de la deportación, aceptó colaborar con los nacionalsocialistas después de un intento fallido de fuga y la posterior tortura por parte del SS-Hauptscharführer Walter Dobberke. Al principio, Goldschlag sólo reveló los nombres de los fugitivos judíos bajo tortura, lo que ocurrió por primera vez cuando fue capturada con una lista de nombres que incluía el de un hombre judío llamado Mikki Hellmann que le había proporcionado un documento falsificado, pasaporte y a quien Goldschlag atrajo a una trampa tras la cual fue capturado.  Después de colaborar con el arresto de Hellmann, los investigadores de la Gestapo descubrieron que Goldschlag también había estado en contacto con un destacado falsificador de pasaportes llamado Samson Schönhaus, que operaba bajo el alias de Günter Rogoff. Rogoff estaba involucrado con una extensa red de resistencia judía-católica polaca y había proporcionado al menos a 40 prisioneros judíos (en el campo en el que se encontraba Goldschlag) tarjetas de racionamiento de alimentos, pasaportes y varios otros documentos de identidad falsificados. Por lo tanto, los oficiales de la Gestapo buscaban desesperadamente a Schönhaus y, al descubrir la conexión de Goldschlag con él, le ofrecieron un acuerdo más permanente para colaborar con ellos y entregarles fugitivos judíos: Schönhaus nunca fue capturado y sobrevivió a la guerra,  pero el acuerdo de Goldschlag con los nazis continuó.  A partir de allí, Goldschlag recorrió Berlín en busca de judíos escondidos (en alemán: Untergetauchter),  se hizo pasar por ayudante y recibió información sobre el paradero de otras personas escondidas. Su conocimiento de las costumbres, el paradero y los lugares de reunión de los judíos escondidos la ayudó en sus acciones. Pasó las informaciones directamente a la Gestapo, quienes le habían prometido que ella y sus padres no serían deportados más una recompensa de 300 Reichsmarks por cada judío que traicionara. En algunos casos, ella misma realizó arrestos o detuvo a personas que huían hasta que llegaba la Gestapo. Para ello, la Gestapo la equipó con una pistola. Los datos sobre el número de sus víctimas en los juicios de posguerra oscilaron entre 600 y 3.000 judíos.  A pesar de su colaboración, Stella Goldschlag no pudo salvar de la muerte a su marido y a sus padres. Manfred Kübler fue deportado a Auschwitz en 1943 y sus padres en febrero de 1944 a Mauthausen y Theresienstadt, y en octubre de 1944 al campo de exterminio de Auschwitz. Sin embargo, esto no impidió que Stella Goldschlag siguiera trabajando para la Gestapo. Hasta marzo de 1945, cuando el último tren de deportación salió de Berlín hacia Theresienstadt, ella, temida como una “captora”, continuó rastreando judíos en la clandestinidad y denunciándolos.  Uno de sus métodos era presentarse en los funerales en los cementerios y denunciar a los judíos que habían perdido su protección anterior debido a la muerte de su pareja “aria”.
Durante la batalla de Berlín partió hacia Liebenwalde en abril de 1945. Allí dio a luz a una niña llamada Yvonne,  que probablemente tenía como padre a Heino Meissl,  un prisionero de la Große Hamburger Strasse, que ya había roto su relación con ella.  Tras una supuesta declaración en la que comparaba a la policía secreta soviética con la Gestapo, fue denunciada y arrestada en diciembre de 1945. Se hizo pasar por una víctima del nazismo y a principios de 1946 fue llevada a la comunidad judía de Berlín, donde intentó en vano ser reconocida como víctima del fascismo. Una vez establecida su identidad, fue arrestada y encarcelada en la prisión policial de Alexanderplatz.  Luego fue entregada a la administración militar soviética. En junio de 1946, un tribunal militar soviético (SMT) la condenó a diez años de prisión por su trabajo de espionaje para la Gestapo. Estuvo encarcelada en el área de reclusos SMT de los campos especiales de Campo especial número 7 del NKVD y en los campo especiales N.° 8 y N.º 10 en Torgau, así como en la cárcel de mujeres de Hoheneck y en el hospital penitenciario de Waldheim. Después de salir de prisión, se mudó a Berlín Occidental para entrar en contacto con su hija, que vivía con una familia de acogida judía. Allí fue condenada a diez años de prisión en otro juicio en 1957 por complicidad en el asesinato y privación de libertad con resultado de muerte en un número desconocido de casos, pero no tuvo que cumplir esta sentencia porque ya la había cumplido en el sector soviético. Después de la guerra, Goldschlag se convirtió al cristianismo y se declaró antisemita.  Su hija, de quien no recibió la custodia, no quiso tener nada que ver con ella después de escuchar detalles sobre su vida.  Se formó como enfermera y emigró a Israel en 1967.
Stella Goldschlag estuvo casada cinco veces: después de que su primer marido fuera deportado, se casó el 29 de octubre de 1944 con otro colaborador judío, Rolf Isaaksohn. Su tercer matrimonio fue con Friedheim Schellenberg y el cuarto con un joven taxista 20 años menor que ella. El quinto marido fue un inspector de boletos berlinés que, dependiendo de la fuente, murió alrededor de 1980 o 1984. Después de su muerte, se mudó de su apartamento en Schönwalder Strasse en Berlín-Spandau a Friburgo de Brisgovia, en el sur de Alemania, donde vivió por último en el distrito de Oberau.  
El libro Stella de su antiguo compañero de clase Peter Wyden, se publicó en 1992 en Estados Unidos y en 1993 la traducción alemana, en el se describen en detalle tres conversaciones que Wyden tuvo con ella en 1990. "'No escribas nada malo', me amonestó, sonriendo y moviendo el dedo, bromeando como una niña en el patio de recreo".
Stella Kübler-Isaaksohn murió en 1994 a la edad de 72 años años, ahogándose en el Moosweiher en Friburgo-Landwasser.  Se supone que fue suicidio. Sus herederos son descendientes del periodista y autor de cine Ferdinand Kroh, fallecido en 2014. 

## Adaptaciones
- Die Greiferin. Die Geschichte einer jüdischen Gestapo-Agentin. Documentación de Ferdinand Kroh. Alemania, 1995. 43 Min. [22]
- The Good German. Película de 2007, USA, 105 Min. La figura de Lena Brandt (interpretada por Cate Blanchett) escapa de la persecución de manera similar. [23]
- Die Unsichtbaren – Wir wollen leben. Largometraje con elementos documentales. Alemania, 2017. 110 Min. Stella Goldschlag fue interpretada por Laila Maria Witt. [24]
- Stella – Das blonde Gespenst vom Kurfürstendamm (Musical). La Ópera de Neukölln de Berlín presentó en 2016 la historia de Stella Goldschlag como musical (Compositor: Wolfgang Böhmer, Autor: Peter Lund).[25]
- Stella – Película alemana de 2023 dirigida por Kilian Riedhof con Paula Beer en el papel protagónico. [26]
- Ich bin! Margot Friedländer. Documentación dramática. Alemania 2023. 90 Min. Producida por ZDF. Stella Goldschlag (interpretada por Luise von Finckh) es retratada como la informante de Margot Friedländer. (en alemán) [27]